# Penicillaria nigriplaga
Penicillaria nigriplaga là một loài bướm đêm trong họ Noctuidae.